# Hollanditis (computerspel)
Hollanditis is een computerspel dat werd ontwikkeld door de John Vanderaart van Radarsoft. Het spel werd uitgebracht in 1985 voor de Commodore 64.
Het spel is vernoemd naar de Nederlandse verzetsbeweging tegen het plaatsen van kruisraketten in Woensdrecht. In het spel komt de speler voor de keuze te staan: wel of geen raketten plaatsen? De speler kan zijn keuze kenbaar maken door commando's in te typen. Deze commando's worden vervolgens uitgevoerd door Heinrich Gluhwein, een neutrale Zwitserse detective.